# Đóng hộp

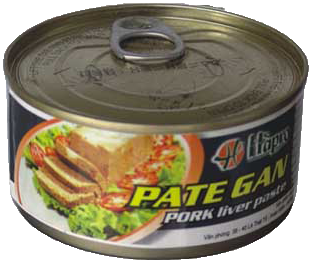
Pate gan đóng hộp.

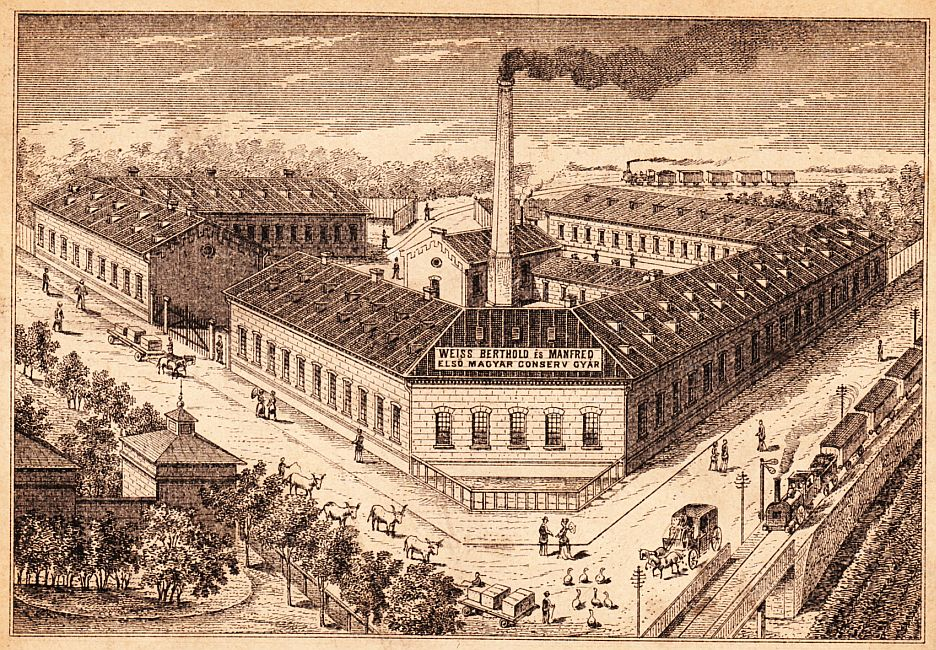
Một trong những nhà máy sản xuất đồ hộp đầu tiên lớn nhất, của anh em nhà Weiss tại Csepel-Budapest. Hình chụp năm 1885

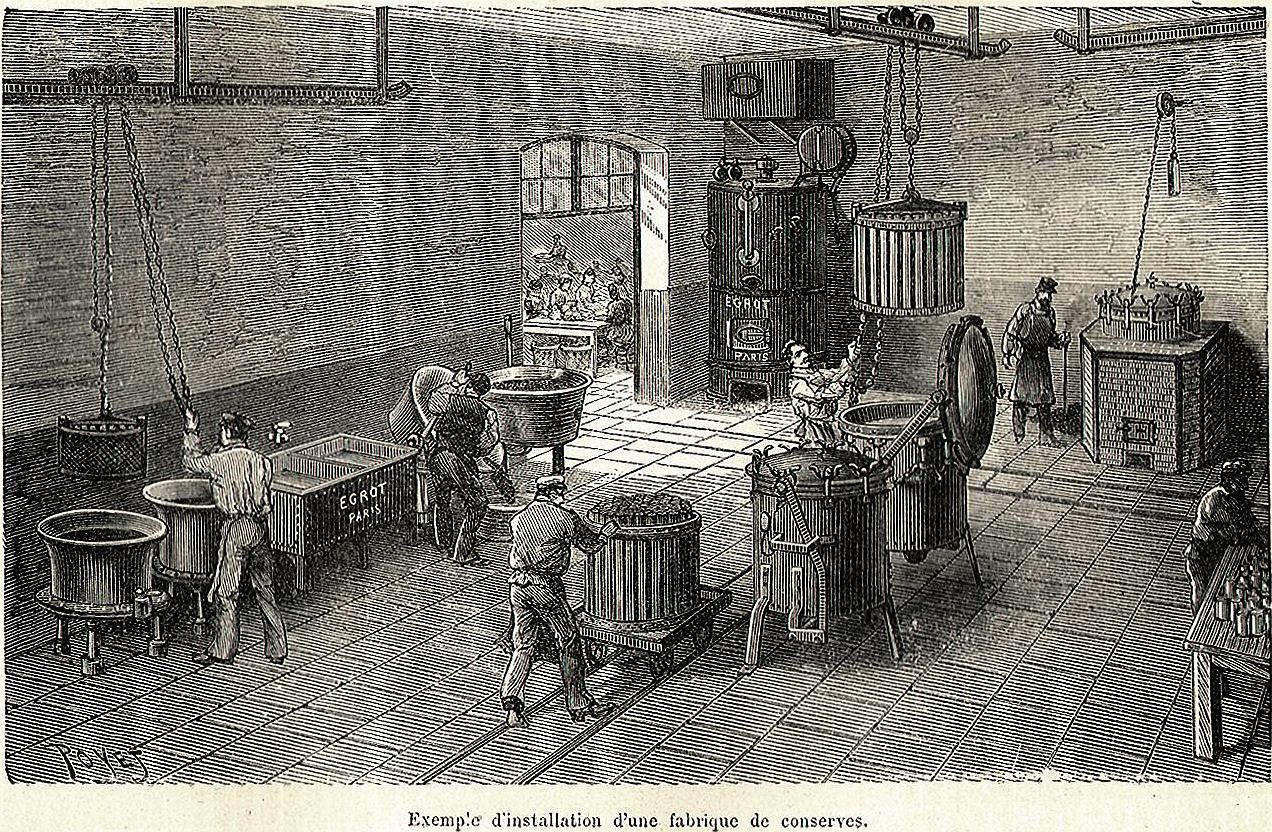
Đồ hộp được sản xuất như thế nào, bức ảnh từ bách khoa tạp phẩm Albert Seigneurie (1898)

Đóng hộp là một phương thức để bảo quản thực phẩm bằng cách chế biến và xử lý trong môi trường thiếu khí. Phương pháp này lần đầu tiên được sử dụng cho quân đội Pháp phát minh bởi Nicolas Appert. Đóng gói giúp ngăn chặn vi sinh vật xâm nhập và nảy nở bên trong.Nhưng người đã nghĩ ra phương pháp khử trùng trong khâu sản xuất là Louis Pasteur,một nhà sinh vật học và cũng là nhà hóa học. Để tránh làm thức ăn bị hỏng trong quá trình trước và trong suốt quá trình bảo quản, một số phương pháp đã được sử dụng: diệt khuẩn, nấu chín (và các ứng dụng dựa trên nhiệt độ cao), bảo quản lạnh, đóng băng, sấy khô, hút chân không, chống các tác nhân vi trùng hay bảo quản để giữ nguyên các tính chất ban đầu như, ion hóa bức xạ vừa đủ, ngâm trong nước muối, axít, base. Theo quan điểm công cộng về an toàn thực phẩm, thực phẩm có tính axit yếu (độ pH lớn hơn 4.6) cần khử trùng bằng nhiệt độ cao (116-130 °C). Để đạt được nhiệt độ trên điểm sôi cần có nồi áp suất. Thực phẩm phần lớn phải chế biến để bảo quản hộp bằng áp suất gồm rau, thịt, hải sản, gia cầm, và bơ. Một số loại thực phẩm có thể bảo quản hộp bằng cách đun sôi nước thường có tính axit mạnh với độ pH dưới 4.6, như trái cây, rau củ.

### Hậu quả có thể xảy ra khi dùng đồ hộp
- Ngộ độc chì
- Ngộ độc thịt
- Bisphenol A

### Đồ hộp nổi tiếng
- Spam
- Xúc xích Vienna
- Đậu nướng
- Dứa
- Tomato Soup